# Ryszard Danielewski
Ryszard Danielewski (ur. 16 lutego 1933 r. w Kępie Nadbrzeskiej, zm. 16 sierpnia 1990 r.) – dziennikarz i publicysta.
Współorganizator Programu 2 Telewizji Polskiej, sekretarz programowy, a następnie zastępca redaktora naczelnego w Naczelnej Redakcji Publicystyki Kulturalnej, twórca i nauczyciel dziennikarzy. Był autorem m.in. popularnego magazynu wędkarskiego Taaka Ryba i cyklu Zgadnij kim jestem?. Od lutego 1982 uruchomił w TVP emisję Dziennika Telewizyjnego dla niesłyszących (z udziałem tłumacza języka migowego). Emitowano go w Programie 2 "na żywo" o godz. 19.30 w soboty i niedziele.
Jego zasługą było również rozpoczęcie nadawania w niedzielne poranki w Programie 2 filmów w wersji dla niesłyszących. Dzięki temu ludzie niesłyszący po raz pierwszy mogli poznać skarby polskiej filmoteki dzięki emisji cyklu W starym kinie. Za sprawą Danielewskiego od wiosny 1982 rozpoczęto emisję dwutygodnika poświęconego problemom osób niesłyszących W świecie ciszy. W programie tym poruszano problemy wczesnego wykrywania wad słuchu, prezentowano licznie nadchodzące do redakcji listy, na które odpowiadała na antenie Maria Góralówna. Stałym gościem programu był też reżyser Pantomimy Olsztyńskiej, Bogdan Głuszczak. To również w tym programie widzowie poznali niesłyszących powstańców warszawskich w filmie autorstwa Macieja Piekarskiego "Nie grały im surmy bojowe". Od września 1985 za sprawą Danielewskiego na antenie pojawił się nowy program poświęcony problemom osób niepełnosprawnych - Bariery. Nadawany był naprzemiennie z cyklem W świecie ciszy w Programie 1. Bariery stanowiły istotny przełom mentalny dla widzów – program prowadził Wojciech Wirowski (zmarł w 2003 r.), pierwszy dziennikarz poruszający się na wózku inwalidzkim.